# Issykkulská oblast
Issykkulská oblast (kyrgyzsky Ысык-Көл облусу) je jedna z oblastí Kyrgyzstánu. Hlavním městem je Karakol. Na severu hraničí s Almatskou oblastí v Kazachstánu, na západě s Čujskou oblastí, na jihozápadě s Narynskou oblastí a na jihovýchodě s provincií Sin-ťiang v Číně. Název je odvozen od jezera Issyk-kul. Má rozlohu 43 100 km² a přibližně 550 tisíc obyvatel.